# Ponte Aleardi
Il ponte Aleardi, popolarmente conosciuto anche con il nome di ponte del Cimitero, è un'opera infrastrutturale situata a Verona lungo il fiume Adige.

## Storia e descrizione
Il ponte è stato edificato per collegare più agevolmente il centro cittadino con il nuovo cimitero monumentale di Verona, realizzato a partire dal 1828 su progetto dell'architetto Giuseppe Barbieri per dar risposta all'editto di Saint Cloud, norma napoleonica che disponeva la sepoltura dei morti al di fuori della mura cittadine.
Il nuovo ponte, completato nel 1879 e inaugurato il 17 settembre, venne dedicato al poeta e patriota Aleardo Aleardi, scomparso l'anno prima: egli fu uno dei principali sostenitori della necessità di indipendenza dall'impero austriaco durante la storica fase del Risorgimento, motivo per cui fu incarcerato in due diverse occasioni e venne più tardi eletto deputato e senatore del neonato Regno d'Italia.
Il primo ponte venne realizzato completamente in ferro; lungo 98 metri e largo solo 5,5, era sostenuto da quattro esili stilate e contava perciò cinque luci. La sua vita fu molto breve in quanto andò distrutto durante la piena eccezionale del 1882: il 17 settembre fu infatti travolto dai mulini galleggianti, disancorati dagli ormeggi. Un nuovo ponte, largo 9 metri e sempre in metallo, venne perciò riscostruito e inaugurato il 31 dicembre 1884. Le spese di costruzione furono sostenute interamente dall'impresa che fece i lavori, che beneficiò però dei ricavi ottenuti dal pagamento dei pedaggi, pedaggio che rimase attivo fino al 1932 e da cui erano esclusi solo i cortei funebri diretti al cimitero.
Essendo tale opera poco adatta al passaggio di mezzi pesanti, con limitazioni ai carichi superiori ai 15 quintali, nel 1939 fu approvata la sua sostituzione con un ponte in calcestruzzo armato a tre arcate di 90 metri di lunghezza e 14 di larghezza, progettato dall'ingegner Zanolini e dall'architetto Zanmarchi. Alcune difficoltà tecniche rallentarono i lavori di costruzione del nuovo manufatto, che vennero definitivamente sospesi nel 1942 a causa della seconda guerra mondiale. La notte tra il 24 e il 25 aprile 1945, inoltre, i soldati tedeschi in fuga minarono e distrussero una delle due pile ultimate anche se, vista l'importanza dell'infrastruttura per il collegamento con Vicenza, venne provvisoriamente resa agibile dai genieri militari alleati. Il ponte venne ricostruito in forme semplici nel dopoguerra, ma rivestito in marmo della Valpolicella; fu inaugurato ufficialmente il 2 luglio 1950.